# The Partridge Family
The Partridge Family is een Amerikaanse muzikale sitcomserie over een muzikaal gezin die vier seizoenen liep, van 1970 tot 1974. De hoofdrol werd gespeeld door Shirley Jones als Shirley Partridge, een weduwe met vijf kinderen. De belangrijke rol als oudste zoon Keith werd gespeeld door David Cassidy, die daarmee als tieneridool doorbrak. De serie werd door Screen Gems geproduceerd en door ABC uitgezonden.
Jones was in het echte leven de stiefmoeder van Cassidy. The Partridge Family scoorde in de Nederlandse Daverende 30 2 hits: I Think I Love You, dat op 9 december 1972 op de nummer 1-positie stond en Looking Through the Eyes of Love dat de 16e plaats bereikte in de hitparade.

## Verhaal
Een popgroep van vijf kinderen in het (fictieve) stadje San Pueblo, Californië haalt hun moeder over om te zingen in hun band en vervolgens om met ze te toeren. Ze kopen een oude schoolbus die in op Mondriaan geïnspireerd motief wordt geschilderd en vertrekken naar Las Vegas om op te treden in Caesars Palace.

## Rolverdeling
- Shirley Jones - Shirley Partridge (zang, keyboard, tamboerijn, percussie)
- David Cassidy - Keith Partridge (zang, gitaar, banjo)
- Susan Dey - Laurie Partridge (zang, piano, hammondorgel, percussie)
- Danny Bonaduce - Danny Partridge (zang, basgitaar)
- Jeremy Gelbwaks - Chris Partridge (seizoen 1; zang, drums)
- Brian Forster -  Chris Partridge (seizoen 2-4; zang, drums)
- Suzanne Crough - Tracey Partridge (tamboerijn, percussie)
- David Madden - Reuben Kincaid (manager)
- Ricky Segall - Ricky Stevens (seizoen 4; zang)

## Gastrollen
Gedurende de serie werden veel gastrollen gespeeld door bekende acteurs, zoals Jodie Foster, Harry Morgan en Richard Pryor. Andere gastacteurs zouden later bekendheid verkrijgen in andere rollen, waaronder Farrah Fawcett, Mark Hamill en Rob Reiner. In de pilotaflevering was een cameo weggelegd voor countryzanger Johnny Cash.

## NPO Radio 2 Top 2000
| Nummer met noteringen in de NPO Radio 2 Top 2000 | '00  | '01  | '02  | '03  | '04  | '05  | '06  | '07 | '08  | '09  |
| ------------------------------------------------ | ---- | ---- | ---- | ---- | ---- | ---- | ---- | --- | ---- | ---- |
| I Think I Love You                               | 1215 | 1556 | 1097 | 1041 | 1798 | 1835 | 1645 | -   | 1817 | 1820 |

1. ↑  Een '-' betekent dat het nummer niet was genoteerd en een vetgedrukt getal geeft de hoogste notering aan.
2. ↑  2000 was het eerste jaar met een notering voor dit nummer.
3. ↑  Deze tabel is bijgewerkt tot en met de laatste editie (2024).

## Bron
- Gebaseerd op "The Partridge Family" in de Engelse Wikipedia